# Iridomyrmex argutus
Iridomyrmex argutus är en myrart som beskrevs av Steven O. Shattuck 1993. Iridomyrmex argutus ingår i släktet Iridomyrmex och familjen myror. Inga underarter finns listade i Catalogue of Life.

## Bildgalleri

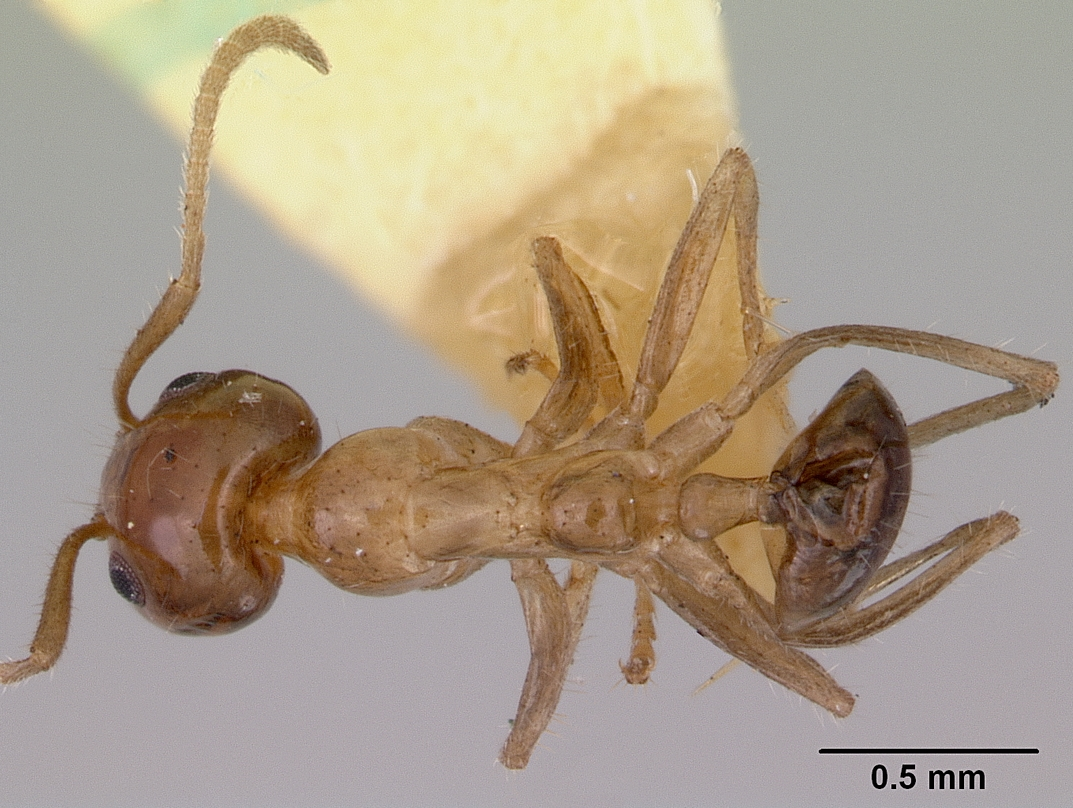
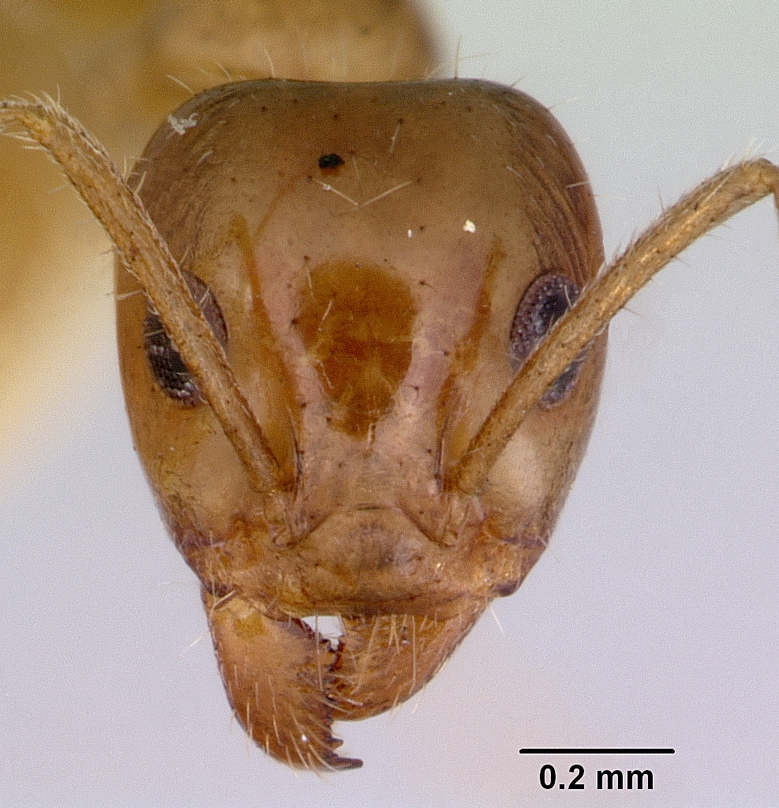
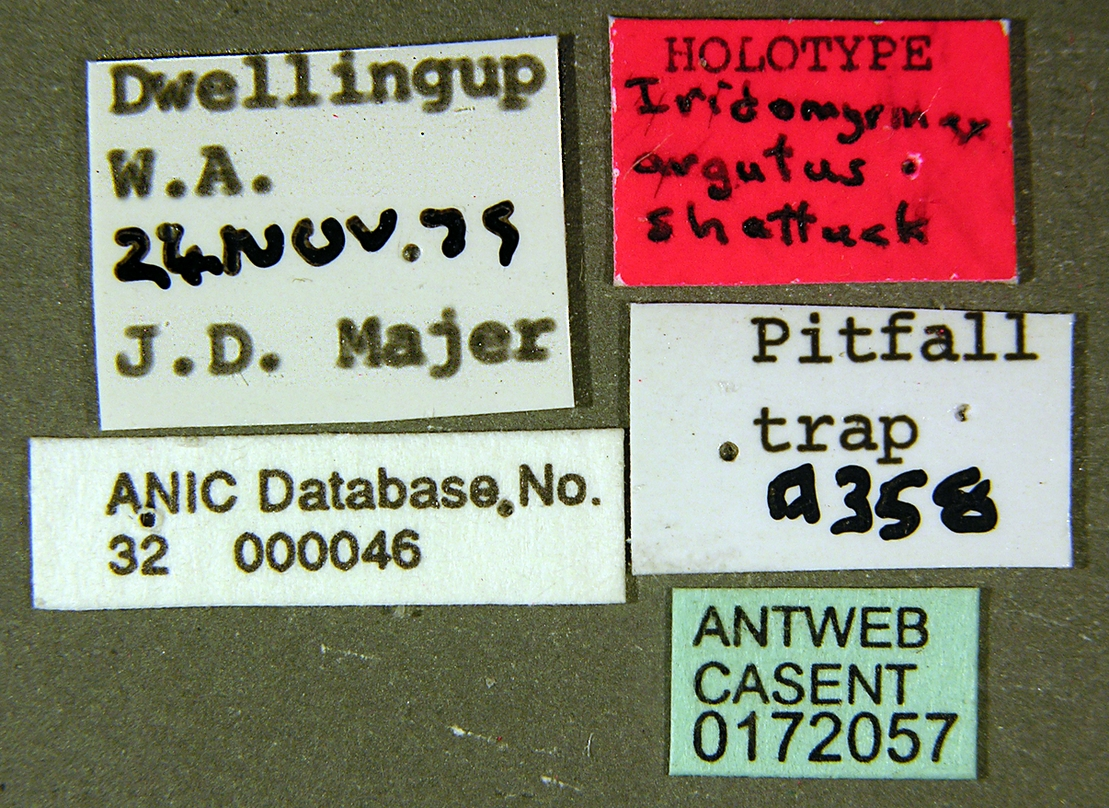
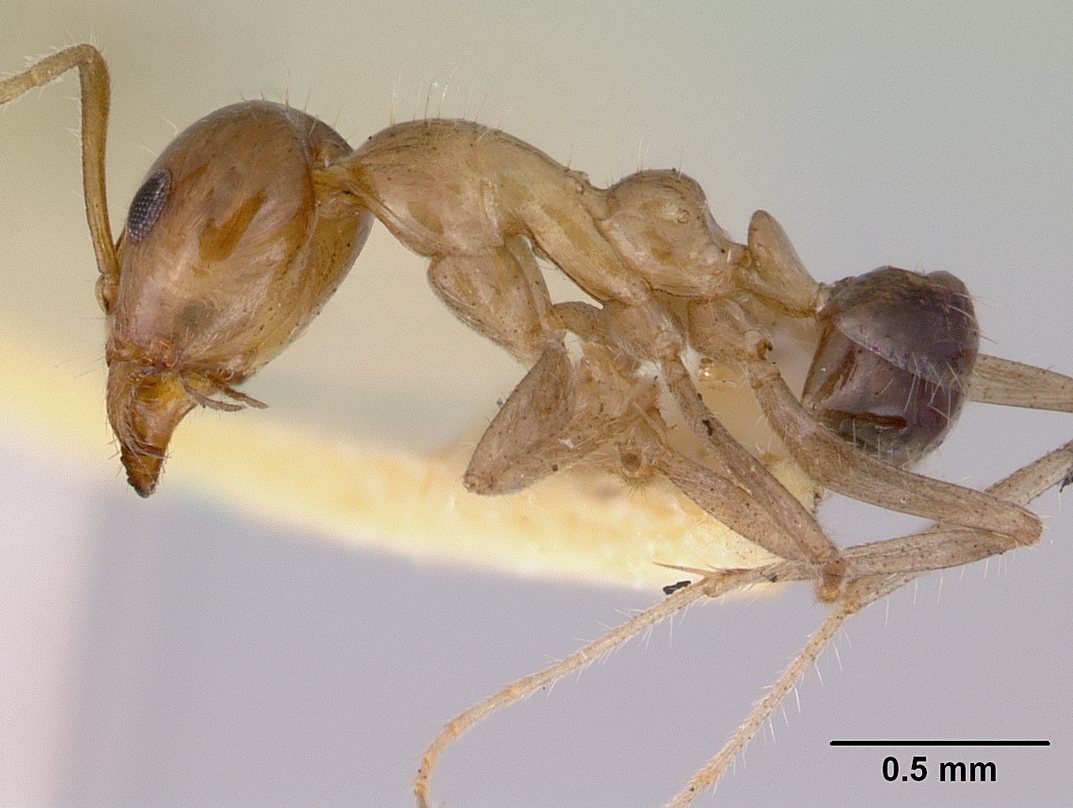